# Samsung Galaxy F42 5G
El Samsung Galaxy F42 5G es un teléfono inteligente fabricado y anunciado por Samsung Electronics. El teléfono tiene una configuración de triple cámara con una cámara principal de 64 MP, una pantalla HD+ Infinity-V de 6,6 pulgadas y una batería Li-Po de 5000 mAh. Funciona con Android 11. 